# 1975 en astronomie
Cet article présente les évènements qui se sont produits pendant l'année 1975 dans le domaine de l'astronomie.
| Années de l'astronomie : 1972 - 1973 - 1974 - 1975 - 1976 - 1977 - 1978    |
| Décennies de l'astronomie : 1940 - 1950 - 1960 - 1970 - 1980 - 1990 - 2000 |

## Événements

### Janvier
- 12 janvier : 1re nouvelle lune de 1975[1].
- 27 janvier : 1re pleine lune de 1975[1].

### Février
- 11 février : 2e nouvelle lune de 1975[1].
- 26 février : 2e pleine lune de 1975[1].

### Mars
- 12 mars : 3e nouvelle lune de 1975[1].
- 16 mars : 3e et dernière approche de Mercure par Mariner 10.
- 27 mars : 3e pleine lune de 1975[1].

### Avril
- 11 avril : 4e nouvelle lune de 1975[1].
- 19 avril : lancement d'Aryabhata, le premier satellite indien, par une fusée soviétique.
- 25 avril : 4e pleine lune de 1975[1].

### Mai
- 11 mai : 5e nouvelle lune de 1975[1].
- 25 mai :
  - 5e pleine lune de 1975[1].
  - Éclipse lunaire totale[2].

### Juin
- 8 juin : lancement de la sonde planétaire soviétique Venera 9 vers Vénus[3].
- 9 juin : 6e nouvelle lune de 1975[1].
- 14 juin : lancement de la sonde planétaire soviétique Venera 10 vers Vénus[4].
- 23 juin : 6e pleine lune de 1975[1].

### Juillet
- 9 juillet : 7e nouvelle lune de 1975[1].
- 23 juillet : 7e pleine lune de 1975[1].

### Août
- 7 août : 8e nouvelle lune de 1975[1].
- 20 août : lancement de la sonde planétaire Viking 1 de la NASA vers Mars[5].
- 21 août : 8e pleine lune de 1975[1].

### Septembre
- 5 septembre : 9e nouvelle lune de 1975[1].
- 20 septembre : 9e pleine lune de 1975[1].

### Octobre
- 3 octobre : annonce de la découverte de Thémisto, satellite de Jupiter, sous la désignation S/1975 J 1[6]. Perdu par la suite, le satellite ne sera retrouvé qu'en 2000[7].
- 5 octobre : 10e nouvelle lune de 1975[1].
- 7 octobre : Amalthée, Ananke, Carmé, Élara, Himalia, Léda, Lysithéa, Pasiphaé et Sinopé, neuf satellites de Jupiter, reçoivent leur nom définitif[8].
- 20 octobre :
  - 10e pleine lune de 1975[1].
  - Venera 9 entre en orbite autour de Vénus ; le module d'atterrissage s'en détache.
- 22 octobre : l'atterrisseur de Venera 9 atterrit sur Vénus et continue à émettre pendant 53 minutes.
- 23 octobre : Venera 10 entre en orbite autour de Vénus ; le module d'atterrissage s'en détache.
- 25 octobre : le module d'atterrissage de Venera 10 entre en contact avec la surface de Vénus et émet pendant 65 minutes.

### Novembre
- 3 novembre : 11e nouvelle lune de 1975[1].
- 18 novembre :
  - 11e pleine lune de 1975[1].
  - Éclipse lunaire totale[2].

### Décembre
- 3 décembre : 12e nouvelle lune de 1975[1].
- 18 décembre : 12e pleine lune de 1975[1].

## Note et référence
1. 1 2 3 4 5 6 7 8 9 10 11 12 13 14 15 16 17 18 19 20 21 22 23 24  (en) « 1975 Phases of the Moon », U.S. Naval Observatory, Astronomical Applications Department (consulté le 13 août 2007)
2. 1 2  (en) Fred Espenak, « Lunar Eclipses: 1971 - 1980 », NASA's Goddard Space Flight Center, 27 octobre 2004 (consulté le 13 août 2007)
3. ↑  (en) « Venera 9 », NSSDC (consulté le 13 août 2007)
4. ↑  (en) « Venera 10 », NSSDC (consulté le 13 août 2007)
5. ↑  (en) « Viking 1 Lander », NSSDC (consulté le 13 août 2007)
6. ↑  (en) « IAUC 2845: Prob. NEW Sat OF JUPITER; 1975g », Union astronomique internationale, 3 octobre 1975 (consulté le 13 août 2007)
7. ↑  (en) « IAUC 7525: S/1975 J 1 = S/2000 J 1 », Union astronomique internationale, 25 novembre 2000 (consulté le 13 août 2007)
8. ↑  (en) « IAUC 2846: N Mon 1975 (= A0620-00); N Cyg 1975; 1975h; 1975g; 1975i; Sats OF JUPITER », Union astronomique internationale, 7 octobre 1975 (consulté le 13 août 2007)